# 杨澈
杨澈，字晏如。建州浦城县人，宋朝政治人物。
建隆二年，成為进士，之後擔任河内县主簿。后來又出任祠部员外郎、淄州知州，最終擔任祠部郎中。